# Henriette Moriamé
Pour les articles homonymes, voir Moriamé.
Henriette Moriamé (née à Saint-Waast le 22 mars 1881 et morte à Maffle le 24 août 1918) est une résistante lors de la Première Guerre mondiale puis religieuse dans l'ordre du Très Saint Rédempteur.

## Biographie
Née en 1881, Marie Henriette Moriamé est la fille de Camille Célestin Moriamé et d'Alice Nathalie L'Hussier. Henriette Moriamé devint résistante dès le début de la Première Guerre mondiale. Elle fut d'ailleurs nommée chevalier de la Légion d'honneur, et reçut également la croix de guerre avec palme. 
Le 24 août 1914, lors de l'offensive allemande à Saint-Waast-la-Vallée, restée seule dans la maison familiale, sa mère étant retenue en France libre, elle a recueilli des soldats britanniques blessés, aidée par Louise Thuliez, institutrice, licenciée en Lettres, (résistante qui sera condamnée à mort par la suite par les Allemands, puis aux travaux forcés à vie) et par ses cousines, Lucienne et Pauline Moriamé. 
« Un peu plus grande que la moyenne, intelligente, énergique, ne voulant pas connaître la fatigue, d'une piété calme et profonde, Mlle Moriamé allait, par cette offre généreuse commencer son œuvre de dévouement au service des soldats alliés en pays occupé », écrira par la suite Louise Thuliez dans son livre Condamnée à mort, préfacé par le Général Weygand.
Le prince Réginald de Croÿ (de) aida ensuite Louise Thuliez et Marie Henriette Moriamé à transporter, principalement la nuit, les soldats britanniques pour qu'ils rejoignent l'armée française. La princesse Marie de Croÿ a accueilli de nombreux soldats pour les soigner, au château de Bellignies, propriété des princes de Croÿ, près de Bavay, avec l'aide de Louise de Bettignies, avant de les transporter. 
En novembre 1914, le château de Bellignies étant tellement rempli de soldats, elle essaya de les convaincre de se rendre aux Allemands. Mais elle apprit alors que la famille de Belleville de Montignies amenait des soldats à l'institut d'Edith Cavell par une route d'évasion. Les soldats ont alors reçu des vêtements civils et de faux papiers d'identité, puis ont été guidés jusqu'à Bruxelles. Ce réseau d'évasion a fonctionné de novembre 1914 à juillet 1915. 
Louise Thuliez est arrêtée le 31 juillet 1915 puis transportée à la prison de Saint Gilles à Bruxelles, en Belgique, où fut également emprisonnée Louise de Bettignies, sa comparse. Edith Cavell fut arrêté le 5 août, la comtesse de Belleville le 24 août et la princesse de Croÿ le 6 septembre. Marie Henriette Moriamé et les autres collaborateurs du Nord de la France ayant échappé de façon providentielle à l'arrestation. Le 11 octobre, le verdict tombe, trois peines de mort sont prononcées : pour Édith Cavell, pour la comtesse Jeanne de Belleville et pour Louise Thuliez. La princesse Marie de Croÿ a été condamnée à dix ans de travaux forcés. Le lendemain, Édith Cavell est exécutée. Plus tard, les deux autres condamnations seront transformées en travaux forcés à vie, grâce aux interventions du roi d'Espagne, de l'ambassadeur de France et du Pape Benoît XV. 
Le 20 octobre 1915, Louise de Bettignies est également arrêtée, puis condamnée à mort, peine commuée en détention perpétuelle à la prison de Siegburg, où furent également détenues : Louise Thuliez, la princesse de Croÿ, Léonie Vanhoutte et la comtesse de Belleville. Après ces condamnations, Marie Henriette décida alors d'entrer en religion, chez les Rédemptoristines de Maffles, en Belgique. Elle y a fait profession dans les délais canoniques et y est morte deux mois avant l'armistice, le 24 août 1918.
« Elle était la seule avec laquelle j'aurais pu évoquer le souvenir de nos randonnées nocturnes. Une seule fois je lui écrivis de Siegburg sur la carte d'une de mes compagnes dont j'empruntai le nom afin qu'aucun rapprochement ne put être fait entre nous. Elle répondit à ma compagne, mais je compris que ses supérieures préféraient nous voir couper court à cette correspondance. Je cessai donc d'écrire. J'ai toujours considéré l'entrée d'Henriette Moriamé en religion comme un sacrifice ajouté à ceux qui l'avaient précédée et je reste persuadée que je lui dois, en partie, d'être rentrée saine et sauve de la guerre », expliquera plus tard Louise Thuliez dans son livre. 
Louise de Bettignies est morte à Cologne le 27 septembre 1918, rongée par la tuberculose. Les autres détenues ont été libérées, quelques semaines avant l'armistice, de la prison de Siegburg.